# Бушрод
Бушрод (англ. Bushrod Island) — остров в Либерии, неподалёку от Монровии, окружён Атлантическим океаном и рекой Сент-Пол. На острове находится Свободный порт Монровии, крупнейший национальный порт в Либерии. На острове расположены многочисленные жилые районы и правительственные здания, поэтому Бушрод является важным промышленным и коммерческим объектом страны.